# Sinobdella sinensis
Sinobdella sinensis is een straalvinnige vissensoort uit de familie van de stekelalen (Mastacembelidae). De wetenschappelijke naam van de soort is voor het eerst geldig gepubliceerd in 1870 door Pieter Bleeker. Ze komt voor in China.